# Globalegrow
Globalegrow (in cinese: 环球易购) è una società cinese basata a Shenzhen (Guangdong, Cina). La società è quotata nella borsa cinese e conta più di 5,000 dipendenti. La società possiede numerosi marchi e negozi online che vendono su piattaforme di proprietà (eg. GearBest, Sammydress) e su piattaforme globali come Amazon, eBay e Aliexpress. Stando ad agenzie di marketing, alcuni di queste piattaforme rientrano tra le più grandi nel segmento B2C del mercato cinese.

La compagna ha dichiarato bancarotta nel 2021 e la piattaforma GearBest è stata chiusa definitivamente. Le cause della chiusura sono sconosciute.

## Storia
Globalegrow è stata fondata il 6 maggio 2007 a Shenzhen in Cina. Nel 2014, grazie a un fondo chiamato Baiyuan Trousers (in Cinese: 百圆裤业), Globalegrow ha ricevuto degli investimenti che hanno portato alla creazione di una società holding (madre) chiamata Global Top (cinese:跨境通宝电子商务股份有限公司). Global Top ha una capitalizzazione di mercato di 33,4 miliardi di yuan (circa 5 miliardi di dollari). A causa della rapida crescita e dell'assunzione di molti nuovi dipendenti, Globalegrow si trasferì in un nuovo e più grande edificio per uffici a Shenzhen.
Lì è stato avviato il progetto di importazione ed esportazione Wuzhouhui (cinese: 五 州 会). Si tratta di vendita al dettaglio off-line in franchising di prodotti importati da paesi come la Germania, la Francia e il Giappone.
Al fine di attirare più clienti locali, una versione italiana del sito Web su gearbest.com è stata resa disponibile anche poco dopo. Sottodomini in diverse lingue sono disponibili in spagnolo, italiano, russo e francese.

## Critica
I negozi on-line di Globalegrow cadono regolarmente nella critica e negli Stati Uniti il Better Business Bureau assegna punteggi molto bassi a Gearbest e SammyDress. In un articolo virale su BuzzFeed la Globalegrow viene criticata per la scarsa qualità di capi di abbigliamento e di violazione del copyright. Anche in Italia alcune testate hanno riportato l'evento. La società inoltre dispone di un metodo di importazione esente a IVA (Italy Express), che a quanto pare importa in Europa senza pagare i dazi doganali.